# توم أوليفر (لاعب كرة قاعدة)
توم أوليفر (بالإنجليزية: Tom Oliver) هو لاعب كرة قاعدة أمريكي، ولد في 15 يناير 1903 في مونتغومري في الولايات المتحدة، وتوفي بنفس المكان في 26 فبراير 1988.

## وصلات خارجية
- توم أوليفر على موقعبيزبول رفرنس.كوم (الدوري الرئيسي) (الإنجليزية)
- توم أوليفر على موقع جمعية أبحاث البيسبول الأمريكية (الإنجليزية)